# Марк Пеллегріно
Марк Росс Пеллегрі́но (англ. Mark Ross Pellegrino, нар. 9 квітня 1965, Лос-Анджелес) — американський актор кіно і телебачення, знявся приблизно в 140 фільмах та телешоу. Найбільш відомими роботами актора є ролі в телесеріалах 2000—2010-х років: Люцифер («Надприродне»), Пол Беннетт («Декстер»), Джейкоб («Загублені»), Бішоп («Бути людиною», США). Із нових відомих робіт — учений Джедикая Прайс у «Людях майбутнього» (англ. The Tomorrow People) та заступник директора ФБР Клейтон Гаас у «Квантіко».

## Кар'єра
Марк Пеллегріно почав зніматися в кінофільмах та телесеріалах на початку 1980-х років. Від середини 1980-х до 1990-х років Пеллегріно став відомим виконавцем ролей другого плану, зігравши помітних персонажів у «Законі Лос-Анджелеса», «Смертельній красуні», «Великому Лебовські», «Скарбі нації», «Парку Юрського періоду 2» та багатьох інших.
Приблизно з кінця 1990-х років, особливо після появи в серіалі «Цілком таємно», Марк Пеллегріно остаточно закріпив за собою славу виконавця періодичних ролей у найпопулярніших американських телесеріалах.
Вирішальним етапом у телекар'єрі актора стала важлива роль таємного Джейкоба в серіалі «Загублені» (2009 рік). Гра актора була бездоганною, і після цього чи не кожний успішний телесеріал не обходиться без участі Марка Пеллегріно. У 2010-х роках актора запрошували як камео, на ключові періодичні ролі або й на головні в популярні телешоу: «Чак», «Надприродне», «Особливо небезпечний», «Грімм», «Касл», «Революція», «Бути людиною» (американська версія), «Люди майбутнього», «Повернені» (американська версія) та інші. З осені 2015 року Марк Пеллегріно задіяний у телесеріалі «Квантіко» як виконавець ролі заступника директора ФБР Клейтона Гааса.

## Особисте життя
Марк Пеллегріно народився 9 квітня 1965 року в Лос-Анджелесі, штат Каліфорнія, де мешкає й зараз із дружиною (30 жовтня 2008), режисеркою Трейсі Пеллегріно (Трейсі Азіз). У подружжя є спільний син Міша, також Марк — вітчим Тесс, старшої дочки Трейсі. У будинку актора живуть дві такси — Джонні та Френки.
Кар'єру актора Марк Пеллегріно проміняв на професію морського біолога, яким мріяв стати в дитинстві. Від цієї мрії залишилася любов до природи та океану особливо.
Пеллегріно — любитель читання книг та противник перегляду телевізора у вільний час. Він відомий прихильник національних бойових мистецтв, займається кікбоксингом, тайським боксом, японськими карате та джіу-джитсу (дзюдо), корейським тхеквондо. Зріст актора — 1,85 м.
Актор хрестився у віці 20 років, але тепер є послідовником «об'єктивізму», духовно-філософського вчення, створеного письменницею Айн Ренд, та активно проповідує його в суспільному житті. Загалом називає себе «радикальним капіталістом», протиставляючи свої погляди лібертаріанству, яке просуває ідею індивідуальної свободи та мінімізації ролі державного апарату.
Пеллегріно викладає акторську майстерність у школі Playhouse West при лос-анджелеському драматичному театрі.

## Фільмографія
| Рік       |    | Українська назва                           | Оригінальна назва                | Роль                                                            |
| --------- | -- | ------------------------------------------ | -------------------------------- | --------------------------------------------------------------- |
| 2024      | ф  | Поліцейський з Беверлі-Хіллз: Аксель Фоулі | Beverly Hills Cop: Axel F        |                                                                 |
| 2009—2020 | с  | Надприродне                                | Supernatural                     | Люцифер / Нік (38 епізодів)                                     |
| 2017—2020 | с  | Тринадцять причин чому                     | 13 Reasons Why                   | Білл Стенделл (27 епізодів)                                     |
| 2019      | кф |                                            | 13 Reasons Why: Season 3 Promo   | помічник шерифа Стенделл                                        |
| 2019      | вг | Anthem                                     | Anthem                           | Додаткові голоси                                                |
| 2015—2018 | с  |                                            | The Hillywood Show               | Танцівник (1) / Лизун (1 епізод)                                |
| 2018      | вг | Far Cry 5                                  | Far Cry 5                        | Джейкоб Сід (голос)                                             |
| 2018      | ф  | На вістрі                                  | Beirut                           | Кел Райлі                                                       |
| 2015—2016 | с  | Квантико                                   | Quantico                         | Клейтон Хаас (11 епізодів)                                      |
| 2015      | с  |                                            | The Returned                     | Джек Віншип (10 епізодів)                                       |
| 2015      | с  | Поліція Чикаго                             | Chicago P.D.                     | Джим Андерофф (1 епізод)                                        |
| 2013—2014 | с  | Люди майбутнього                           | The Tomorrow People              | д-р Джедікая Прайс (22 епізодів)                                |
| 2011—2014 | с  | Бути людиною                               | Being Human                      | Джеймс Бішоп (15 епізодів)                                      |
| 2013      | ф  | Нова спроба Кейт МакКолл                   | The Trials of Cate McCall        | детектив Велч                                                   |
| 2013      | ф  |                                            | Bad Turn Worse                   | Джифф                                                           |
| 2013      | кф |                                            | Game Changer                     | Брюс                                                            |
| 2012—2013 | с  | Революція                                  | Revolution                       | Джеремі Бейкер (4 епізоди)                                      |
| 2012      | с  | Підозрюваний                               | Person of Interest               | Деніель Дрейк (1 епізод)                                        |
| 2012      | с  | Грімм                                      | Grimm                            | Джерольд Кемпфер (1 епізод)                                     |
| 2012      | тф | Гемінґвей та Ґеллгорн                      | Hemingway & Gellhorn             | Макс Істмен                                                     |
| 2012      | с  | Касл                                       | Castle                           | Том Демпсі Третій (1 епізод)                                    |
| 2008—2012 | с  | Чак                                        | Chuck                            | агент Фулкрума (1) / Гектор (1 епізод)                          |
| 2011      | тф |                                            | Locke & Key                      | Ренделл Лок                                                     |
| 2011      | ф  |                                            | Post                             | Марк                                                            |
| 2011      | с  | Шукачка                                    | The Closer                       | Гевін К'ю Бейкер Третій (6 епізодів)                            |
| 2011      | ф  | Тухле м'ясо                                | Bad Meat                         | Дуг Кендрю                                                      |
| 2011      | кф |                                            | Last Words                       | Полковник Картер                                                |
| 2011      | с  | Королі втечі                               | Breakout Kings                   | Вірджил Даунінг (1 епізод)                                      |
| 2011      | ф  |                                            | Joint Body                       | Нік Берк                                                        |
| 2003—2011 | с  | C.S.I.: Місце злочину Маямі                | CSI: Miami                       | Джед Голд (1) / Грег Келомар (1 епізод)                         |
| 2009—2010 | с  | Загублені                                  | Lost                             | Джейкоб (7 епізодів)                                            |
| 2009      | с  | Менталіст                                  | The Mentalist                    | Вон Макбрайд (1 епізод)                                         |
| 2009      | с  | Філантроп                                  | The Philanthropist               | Волтер Керабатсос (1 епізод)                                    |
| 2009      | ф  |                                            | Disappearing in America          | охоронець                                                       |
| 2005—2009 | с  | CSI: Місце злочину                         | CSI: Crime Scene Investigation   | Елліот Перолта (1) / Бруно Кертіс (1 епізод)                    |
| 2009      | ф  |                                            | 2:13                             | Джон Тайлер                                                     |
| 2009      | с  | Та, що говорить з привидами                | Ghost Whisperer                  | Бен Тільман / Джозеф Вебб (1 епізод)                            |
| 2009      | с  |                                            | Fear Itself                      | пан Дрейк (1 епізод)                                            |
| 2008      | с  | Криміналісти: мислити як злочинець         | Criminal Minds                   | л-нт Еванс (1 епізод)                                           |
| 2008      | с  | Втеча з в'язниці                           | Prison Break                     | Патрік Вікан (2 епізоди)                                        |
| 2008      | с  | 4исла                                      | Numb3rs                          | Тім Гемер (1 епізод)                                            |
| 2008      | с  | Лицар доріг                                | Knight Rider                     | Волт Купертон (1 епізод)                                        |
| 2008      | ф  |                                            | The Coverup                      | Рон Пеббл                                                       |
| 2008      | ф  |                                            | An American Affair               | Грем Кесвелл                                                    |
| 2008      | кф |                                            | The Last Days of Limbo           | Кардінал Рейнольдс                                              |
| 2007      | тф | Підозрюваний                               | Suspect                          | Джек Ламброзо                                                   |
| 2007      | с  |                                            | K-Ville                          | Квентін (1 епізод)                                              |
| 2007      | с  | Жіночий клуб розслідування вбивств         | Women's Murder Club              | Сем Джогеннес (1 епізод)                                        |
| 2006—2007 | с  | Декстер                                    | Dexter                           | Пол Беннет (8 епізодів)                                         |
| 2007      | с  | Анатомія Грей                              | Grey's Anatomy                   | Кріс (1 епізод)                                                 |
| 2007      | с  | Чорна мітка (Повідомлення про викриття)    | Burn Notice                      | Квентін Кінг (1 епізод)                                         |
| 2007      | ф  | Число 23                                   | The Number 23                    | Кайл Флінч                                                      |
| 2006      | с  | Без сліду                                  | Without a Trace                  | Сади́к Марку (2 епізоди)                                         |
| 2006      | ф  |                                            | Caffeine                         | Том                                                             |
| 2006      | с  |                                            | The Unit                         | Гері Сото (1 епізод)                                            |
| 2005      | ф  | Капоте                                     | Capote                           | Дік Гікок                                                       |
| 2005      | ф  | Еллі Паркер                                | Ellie Parker                     | Джастін                                                         |
| 2004      | тф |                                            | NYPD 2069                        | Філ Павелка                                                     |
| 2004      | ф  | Скарб нації                                | National Treasure                | агент Джонсон                                                   |
| 2004      | ф  | Збоченка (Амнезія)                         | Twisted                          | Джиммі Шмідт                                                    |
| 2004      | ф  | Спартанець                                 | Spartan                          | засуджений                                                      |
| 2003      | кф |                                            | Zelda                            | Реджинальд                                                      |
| 2003      | ф  |                                            | Moving Alan                      | Алан Кеннард                                                    |
| 2003      | ф  | Загнаний                                   | The Hunted                       | Дейл Г'юїт                                                      |
| 2003      | с  | Практика                                   | The Practice                     | Геррік Смольц (1 епізод)                                        |
| 2002      | тф |                                            | Astronauts                       | Голлівуд                                                        |
| 2002      | ф  |                                            | Treading Water                   | Актор                                                           |
| 2002      | ф  |                                            | Mother Ghost                     | офіціант                                                        |
| 1997—2002 | с  | Поліція Нью-Йорка                          | NYPD Blue                        | Френк Воткінс (1) / Стенлі Струел (1) / Стів Денсік (2 епізоди) |
| 2002      | с  | Розслідування Джордан                      | Crossing Jordan                  | Кіт Волкер (1 епізод)                                           |
| 2002      | ф  |                                            | Ronnie                           | Кіт Шванн                                                       |
| 2001      | ф  |                                            | Monsters                         | Селлі Спінеллі                                                  |
| 2001      | с  |                                            | Thieves                          | Білл (1 епізод)                                                 |
| 2001      | ф  |                                            | Fault Lines                      |                                                                 |
| 2001      | с  |                                            | The Beast                        | Боббі Джеймс / Роберт Тібідо (3 епізоди)                        |
| 2001      | ф  | Малголленд Драйв                           | Mulholland Drive                 | Джо                                                             |
| 2001      | ф  | Скажи, що це не так                        | Say It Isn't So                  | Джиммі Мітчелсон                                                |
| 2001      | кф |                                            | Ellie Parker                     | Джастін                                                         |
| 2000      | в  |                                            | Something Else                   | Джуліан                                                         |
| 2000      | ф  |                                            | Lost in the Pershing Point Hotel | танцівник                                                       |
| 2000      | ф  | Втопимо Мону!                              | Drowning Mona                    | Мерф                                                            |
| 1999      | ф  |                                            | Honest Injun                     |                                                                 |
| 1999      | тф | Малголленд драйв                           | Mulholland Dr.                   | Джо Мессінг                                                     |
| 1999      | с  | Цілком таємно                              | The X-Files                      | Дервуд Спринс (1 епізод)                                        |
| 1999      | ф  |                                            | Word of Mouth                    | Дерроу                                                          |
| 1999      | ф  |                                            | Certain Guys                     | Кел                                                             |
| 1999      | ф  | Клубне життя                               | Clubland                         | Ліптон Ті                                                       |
| 1998      | с  | Покарані дияволом                          | Brimstone                        | Роберт Буш (1 епізод)                                           |
| 1998      | ф  | Вбивця ворон                               | A Murder of Crows                | проф. Артур Сорвус                                              |
| 1998      | ф  | Великий Лебовські                          | The Big Lebowski                 | бандит Джекі Трігорна                                           |
| 1997      | ф  |                                            | Macon County Jail                | Ден Олдам                                                       |
| 1997      | ф  |                                            | The Temple of Phenomenal Things  | Додд                                                            |
| 1997      | ф  |                                            | Movies Kill                      |                                                                 |
| 1997      | ф  | Парк Юрського періоду 2: Загублений світ   | The Lost World: Jurassic Park    | турист                                                          |
| 1997      | тф |                                            | Born Into Exile                  | Волтер, власник закусочної                                      |
| 1996      | тф |                                            | The Cherokee Kid                 | Френк Боннер                                                    |
| 1996      | кф |                                            | Little Surprises                 | Джек                                                            |
| 1996      | ф  |                                            | For Life or Death                | Ерл Стокмен                                                     |
| 1996      | с  |                                            | The Sentinel                     | Рей Вестон (1 епізод)                                           |
| 1996      | кф |                                            | Dick Richards                    | коханець                                                        |
| 1996      | с  | Детектив Неш Бріджес                       | Nash Bridges                     | Фергюсон (1 епізод)                                             |
| 1996      | с  | Швидка допомога                            | ER                               | Нейтан Конлі (1 епізод)                                         |
| 1995      | с  |                                            | Deadly Games                     | Росс Логан (1 епізод)                                           |
| 1995      | с  |                                            | Marker                           | 1 епізод                                                        |
| 1995      | с  | Ренегат                                    | Renegade                         | Клетус Фрід (1 епізод)                                          |
| 1994      | ф  | Останній ковбой                            | F.T.W.                           | помічник шерифа Соммерс                                         |
| 1994      | тф | Лицар доріг 2010                           | Knight Rider 2010                | Роберт Лі                                                       |
| 1994      | с  |                                            | Viper                            | Юрій (пілотний епізод)                                          |
| 1993      | ф  | Грабіжник банків                           | Bank Robber                      | коп на мотоциклі                                                |
| 1993      | тф | Випуск 61-го                               | Class of '61                     | Скіннер                                                         |
| 1993      | с  |                                            | The Commish                      | Джо Ланд (1 епізод)                                             |
| 1993      | ф  |                                            | Midnight Witness                 | Петтерсон                                                       |
| 1993      | ф  | Попереду одні неприємності                 | Trouble Bound                    | помічник шерифа Рой                                             |
| 1992      | с  |                                            | The Hat Squad                    | Ді Дабі Стронг (1 епізод)                                       |
| 1992      | в  |                                            | Mission of Justice               | Рукавичка                                                       |
| 1992      | с  |                                            | Northern Exposure                | Рольф Гаузер (1 епізод)                                         |
| 1992      | ф  | Смертельна зброя 3                         | Lethal Weapon 3                  | Біллі Фелпс                                                     |
| 1991      | в  |                                            | Inside Out                       | Джек (розділ "Doubletalk")                                      |
| 1991      | ф  |                                            | Blood and Concrete               | Барт                                                            |
| 1990      | ф  |                                            | Prayer of the Rollerboys         | Банго                                                           |
| 1990      | с  | Байки зі склепу                            | Tales from the Crypt             | панк (1 епізод)                                                 |
| 1990      | с  |                                            | Hunter                           | Джон Рейнольдс (1 епізод)                                       |
| 1989      | с  |                                            | Doogie Howser, M.D.              | парубок (1 епізод)                                              |
| 1989      | ф  | Нічне життя                                | Night Life                       | Аллен Патумбо                                                   |
| 1989      | ф  | Без правил                                 | No Holds Barred                  | Ренді                                                           |
| 1988      | тф |                                            | What Price Victory               |                                                                 |
| 1987      | ф  | Жага смерті 4: Розгром                     | Death Wish 4: The Crackdown      | панк                                                            |
| 1987      | ф  | Фатальна краса                             | Fatal Beauty                     | Франкенштайн                                                    |
| 1987      | с  |                                            | L.A. Law                         | панк (1 епізод)                                                 |